# Ламбруго
Ламбруго (итал. Lambrugo) је насеље у Италији у округу Комо, региону Ломбардија.
Према процени из 2011. у насељу је живело 2455 становника. Насеље се налази на надморској висини од 294 м.

## Становништво
| 1936. | 1951. | 1961. | 1971. | 1981. | 1991. | 2001. | 2011. |
| ----- | ----- | ----- | ----- | ----- | ----- | ----- | ----- |
| 1.334 | 1.496 | 1.533 | 1.707 | 1.856 | 2.079 | 2.181 | 2.469 |